# Daniel Brabec
Daniel Brabec (8. květen 1993, Praha) je profesionální inline hokejový brankář působící v týmu Fous du Bitume Villeneuve-la-Garenne (Francie). Je také součástí Česká inline hokejová reprezentace.

## Lední hokej
S ledním hokejem začal ve čtyřech letech v klubu HC Slavia Praha. Prošel i kluby TJ Sršni Kutná Hora, HC Letci Letňany, HC Sparta Praha, HC Kobra Praha, HC Hvězda Praha, SC Kolín, Piráti Chomutov a HC Škoda Plzeň v mládežnických kategoriích. V seniorské kategorii chytal v sezoně 2013/2014 za HC Lední Medvědi Pelhřimov.

## Inline hokej
S inline hokejem začal v roce 2010 v klubu IHC Slavia Praha. Od roku 2011 byl členem "A" týmu v CCM extraliga inline hokeje. Od ledna do dubna roku 2013 hrál ve Španělsku za tým Metropolitano Bilbao (Liga Elite). Mezi lety 2014 a 2018 hájil branku týmu Tigres de Garges ve francouzské nejvyšší soutěži Ligue Elite. Poté oblékal, do roku 2021, dres týmu Diables de Rethel. Od sezóny 2021/2022 hájí branku týmu Fous du Bitume Villeneuve-la-Garenne.
Od roku 2012 je také členem Česká inline hokejová reprezentace. Zahrál si na mistrovství světa organizace FIRS, IIHF i na Světové hry.

## Úspěchy
- 2010 – 3. místo na juniorském mistrovství České republiky
- 2011 – Juniorský mistr České republiky
- 2012 – Mistr CCM extraliga inline hokeje, juniorský mistr světa FIRS - nejlepší brankář MSJ
- 2013 – 3. místo CCM extraliga inline hokeje, mistr světa FIRS a 3. místo Světové hry a 5. místo na MS IIHF
- 2014 – Mistr CCM extraliga inline hokeje, 2. místo na MS FIRS, 5. místo na MS IIHF
- 2015 – Mistr CCM extraliga inline hokeje, mistr světa FIRS(GAA-0,83 SV% ,934), vítěz Ligy mistrů, 3. místo Ligue Elite, ocenění francouzské Ligue Elite – MVP, nejlepší brankář a nejlepší cizinec
- 2016 – Mistr světa FIRS, 2. místo European League, ocenění francouzské Ligue Elite – nejlepší brankář
- 2017 – Vítěz Světové hry, 3. místo MS FIRS, 3. místo Evropské ligy, 2. místo Ligue Elite, ocenění francouzské Ligue Elite – nejlepší brankář
- 2018 – Mistr Ligue Elite, ocenění francouzské Ligue Elite – nejlepší brankář
- 2019 – 2. místo Ligue Elite, finalista francouzského poháru, TORHS Pro Champion, 2. místo na MS FIRS
- 2021 – Vítěz Evropské ligy, mistr světa FIRS - nejlepší brankář MS (94,2% a 3 čistá konta)
- 2022 – Mistr Ligue Elite, 2. místo na Světové hry, Mistr světa FIRS - nejlepší brankář MS
- 2023 - 2. místo Ligue Elite, finalista francouzského poháru, 2. místo Evropské ligy
- 2024 - Mistr Ligue Elite, Mistr světa FIRS - nejlepší brankář MS
- 2025 - Vítěz francouzského poháru, 2. místo Evropské ligy, 2. místo Ligue Elite